# Szczawinskia
Szczawinskia  is een geslacht van korstmossen dat behoort tot de familie Byssolomataceae. De typesoort is Szczawinskia tsugae.

## Soorten
Volgens Index Fungorum telt het geslacht vijf soorten (peildatum december 2021):
| Soortnaam              | Auteur(s)         | Publicatiejaar |
| ---------------------- | ----------------- | -------------- |
| Szczawinskia foliicola | Holien & Tønsberg | 2002           |
| Szczawinskia leucopoda | Holien & Tønsberg | 2002           |
| Szczawinskia permira   | (Vězda) Farkas    | 2015           |
| Szczawinskia phylicae  | Øvstedal          | 2010           |
| Szczawinskia tsugae    | A. Funk           | 1984           |